# Joule (rivista)
Joule è una rivista scientifica mensile sottoposta a revisione paritaria e pubblicata dalla Cell Press. È stata fondata nel 2017 come rivista gemella di Cell. Il caporedattore è Philip Earis, un fisico che aveva già partecipato alla creazione di Energy and Environmental Science (Royal Society of Chemistry).
La rivista si propone come "luogo per ricerche pionieristiche nel tema del'energia", ricerche perseguendo un approccio transdisciplinare, che include: le scienze naturali, le discipline tecniche, le scienze economiche e le scienze politiche e sociali. Il tema centrale della rivista è la transizione verso un approvvigionamento energetico più sostenibile. Vengono pubblicati lavori che spaziano dalla ricerca di base in laboratorio alla conversione e allo stoccaggio dell'energia, fino a studi che affrontano questioni globali.
A tal fine sono disponibili diversi tipi di articoli: oltre ai tradizionali lavori di ricerca originali e alle revisioni, vengono pubblicati anche prospettive, anteprime, articoli sull'energia del futuro e commenti.
Gli articoli sono pubblicati in modalità di accesso aperto, dopo una finestra editoriale di un anno.

## Indicizzazione
Gli abstract e gli articoli sono indicizzati da:
- Compendex
- GEOBASE
- INSPEC
- Science Citation Index Expanded
- Scopus.

Secondo il Journal Citation Reports, la rivista ha ricevuto un fattore di impatto per il 2020 pari a 41,248. Al 2024, il fattore di impatto era pari 38.6 e la rivista si è posizionata nel primo quartile dele categorie "Energie e combustibili", "Chimica fisica" e "Scienza dei materiali e multidisciplinare".